# مردزاوان
مردزاوان (به ارمنی: Մերձավան) یک روستا در ارمنستان است که در استان آرماویر واقع شده‌است.  در  کیلومتری شمال آرماویر، مرکز استان آرماویر واقع شده است.

## خصوصیات
مردزاوان ۳٬۳۰۳ نفر جمعیت دارد و ۹۴۵ متر بالاتر از سطح دریا واقع شده‌است.  در  کیلومتری شمال آرماویر، مرکز استان آرماویر واقع شده است.